# Inferno (álbum de Motörhead)
Inferno es el decimosexto álbum de la banda británica de rock Motörhead. Fue lanzado al mercado en 2004. El guitarrista Steve Vai colabora en las pistas "Terminal Show" y "Down on Me".
En noviembre de 2005, se lanzó una edición especial por el 30 aniversario de la banda con un DVD que contiene seis canciones en directo grabadas en el concierto de su aniversario, un documental y el video de "Whorehouse Blues".

## Lista de canciones
Todas las canciones compuestas por Phil Campbell, Mikkey Dee y Lemmy.
1. "Terminal Show" – 3:45
2. "Killers" – 4:14
3. "In the Name of Tragedy" – 3:03
4. "Suicide" – 5:07
5. "Life's a Bitch" – 4:13
6. "Down on Me" – 4:12
7. "In the Black" – 4:31
8. "Fight" – 3:42
9. "In The Year of the Wolf" – 4:17
10. "Keys to the Kingdom" – 4:46
11. "Smiling Like a Killer" – 2:44
12. "Whorehouse Blues" – 3:53

## Personal
- Lemmy – bajo, voz; armónica en "Whorehouse Blues"
- Phil Campbell – guitarra; guitarra acústica en "Whorehouse Blues"
- Mikkey Dee – batería; guitarra acústica en "Whorehouse Blues"

Con:
- Steve Vai – guitarra en "Terminal Show" y "Down On Me"
- Curtis Mathewson – cuerdas en "Keys to the Kingdom"

- Joe Petagno – diseño portada.
- Grabado en NRG, Paramount, Maple Studios.
- Producción, mezcla e ingeniería por Cameron Webb.
- Ingeniería adicional de Bob Koszela, Sergio Chavez y Chris Rakestraw.
- Asistido por Sergio Chavez, Corey Gash, George Gumbs.
- Mezclado en Paramount Studios.
- Masterización en Capitol Records por Kevin Bartley.

## DVD 30 Aniversario
- Contenido del DVD:

### Live at Hammersmith Apollo, 16 de junio de 2005
- "Killers" – 6:15
- "Love for Sale" – 5:25
- "Tragedy" – 3:22
- "(We Are) The Road Crew" – 3:34
- "Whorehouse Blues" – 4:59
- "Bomber" – 3:59

- Duración – 27:34

### The Guts and the Glory – The Motörhead Story
- Incluye entrevistas con Eddie Clarke y Phil "Philthy Animal" Taylor

- Duración – 64:00

### Whorehouse Blues
- "Video" – 4:30
- Making of... – 17:05

- Duración – 21:35

### About Joe Petagno
- Duración – 20:20